# ویلیام شارون
ویلیام شارون (انگلیسی: William Sharon؛ زاده ۹ ژانویهٔ ۱۸۲۱ - درگذشته ۱۳ نوامبر ۱۸۸۵) سناتور سابق عضو جمهوری‌خواه بود. وی در سال ۱۸۷۵ تا ۱۸۸۱ میلادی سناتور ایالت نوادا در سنای ایالات متحده آمریکا بود.